# Luigi Sintoni
Luigi Sintoni (11 giugno 1955) è un ex pesista italiano.

## Palmarès
| Anno | Manifestazione | Sede   | Evento         | Risultato | Misura  | Note |
| ---- | -------------- | ------ | -------------- | --------- | ------- | ---- |
| 1982 | Europei indoor | Milano | Getto del peso | 10º       | 18,47 m |      |

## Campionati nazionali
- 1 volta campione nazionale indoor nel getto del peso (1982)